# Boccaccios Liebesnächte
Boccaccios Liebesnächte ist eine österreichische Stummfilm-Erotikkomödie aus dem Jahre 1919 von Michael Kertesz mit Paul Lukas als Titelheld.

## Handlung
Gaston und Felix sind zwei gute Freunde, zwischen die eigentlich kein Blatt Papier passt. Doch in Frauenangelegenheiten sind sie auch große Konkurrenten. Beide haben sich nämlich in Lucienne verliebt, die jedoch nicht so recht weiß, für wen sie sich entscheiden soll. Die Eltern Luciennes und die von Felix hätten es durchaus gern, wenn die beiden zusammenkämen. Gaston beauftragt derweil einen Hausierer, Lucienne ein Buch mit dem Titel „Boccaccios Liebesnächte“ zu überbringen, auf dass sie erotisch ein wenig in Stimmung kommt und ihn, Gaston, erwählt. Kurz vor dem Schlafengehen blättert die junge Frau darin herum, und als Lucienne die Müdigkeit befällt und einschläft, erscheinen ihr im Traum drei Liebesabenteuer des Boccaccio, in deren Zentrum stets sie selbst und ihre beiden Bewerber Felix und Gaston stehen.
In Luciennes Traum ist Gaston der Wagemutige, während Felix eher zurückhaltend und schüchtern agiert. Die beiden Männer werben um die Gunst dreier Frauen, die sich mit ihren alten Ehemännern langweilen. Boccaccio gibt den Jungen eine Lehrstunde in Sachen Liebeskunst: Während er die eine Dame verführt, arrangiert er es, dass Gatte Nr. 1 die Nacht betend auf dem Dach verbringt. Gatte Nr. 2 wird als Störenfried kurz vor dem Liebesakt kurzerhand in einem Glashaus weggesperrt, während der dritte Ehemann Boccaccio zuvorkommt: Kurzerhand verabreicht er dem wollüstigen Casanova ein Schlafmittel und schneidet dem Betäubten dessen Zopf ab. Am darauf folgenden Tag will der beinah betrogene Ehemann dank des abgeschnittenen Zopfes herausbekommen, welcher von seiner Dienerschaft seine Gattin zu beglücken beabsichtigte. Doch Boccaccio kam diesmal ihm zuvor und hat kurzerhand der gesamten Dienerschaft die Zöpfe abgeschnitten.
Beeinflusst von ihrem aufwühlenden Traumerlebnis hat sich am darauf folgenden Morgen Lucienne entschieden, welchem der beiden Bewerber sie ihr Herz schenken wird: Es ist Gaston, der ihrer Wunschvorstellung eines eigenen Boccaccio am nächsten kommt. Felix muss düpiert abziehen.

## Produktionsnotizen
Der Vierakter Boccaccios Liebesnächte entstand 1919 und wurde erstmals am 11. Oktober 1919 in Augenschein genommen. Zwei Monate darauf erteilte ihm die österreichische Filmzensur ein Verbot, da mehrere Szenen offensichtlich als unzüchtig angesehen wurden. Der zweite, nunmehr genehmigte Start fand am 30. Januar 1920 statt, diesmal unter dem Kurztitel Boccaccio.

## Kritik
Die Neue Kino-Rundschau schreibt: „Ein erotisch-heiteres Liebesspiel in einem Vorspiel und drei Akten, aus dem italienischen Dekamerone entnommen, wirkt der Stoff jene sensible Sinnlichkeit aus, die man in der Regel den Feinschmeckern vorzusetzen beliebt. Ein gewisses Raffinement in der Ausstattung und mehr noch in der Darstellung begünstigt die Absicht pikant und dabei doch geschmackvoll zu wirken. Dieser Aufgabe entledigt sich in erster Linie die weibliche Hauptdarstellerin, die, bei aller Preisgabe ihrer Liebesgluten, doch den keuschen Unterton nicht vermissen läßt. Ebenso dezent und zurückhaltend führt der männliche Partner seine erotischen Angriffe aus und feiert mit seiner Genossin die geschickt eroberten Liebesnächte.“